# Promachus graeffi
Promachus graeffi är en tvåvingeart som beskrevs av Schmeltz 1866. Promachus graeffi ingår i släktet Promachus och familjen rovflugor.
Artens utbredningsområde är Fiji. Inga underarter finns listade i Catalogue of Life.